# Телевикторина (фильм)
«Телевикторина» (англ. Quiz Show) — кинофильм режиссёра Роберта Редфорда. Экранизация произведения Ричарда Гудвина Remembering America: A Voice From the Sixties, основанного на реальных событиях. 4 номинации на премию «Оскар», включая категорию «лучший фильм».
В эпизодических ролях в фильме сняли известные режиссёры Мартин Скорсезе и Барри Левинсон.
Хотя фильм основан на реальных событиях, некоторые исторические детали всё же искажены, в частности, ключевая сцена проигрыша Стемпла происходила по-другому.

## Сюжет
Америка, 1958 год. Большой популярностью пользуются развлекательные телешоу, и одно из них — телевикторина «21» телеканала NBC, участники которой отвечают на вопросы ведущего и, используя свою эрудицию, в прямом эфире зарабатывают деньги, соревнуясь между собой. Телепрограмма собирает миллионы зрителей по вечерам перед экранами телевизоров, и продюсеры готовы пойти на любые уловки в борьбе за рейтинг.
Один из участников телевикторины Герберт Стемпл, длительное время лидирующий в борьбе за главный приз, по ряду причин стремительно теряет свою популярность, и телепродюсеры решают избавиться от него. По стечению обстоятельств, в этот момент на студию приходит новый претендент на участие в телешоу — Чарльз Ван Дорен, воплощающий собой образец интеллектуала тогдашней Америки, и проходит отбор, с успехом ответив на все вопросы собеседования. Продюсеры сразу же открывают главному герою истинные правила: участник игры, который, по мнению хозяев телекомпании, должен продержаться весь сезон, заранее перед каждым телеэфиром получает список вопросов и правильные ответы. На кону крупная сумма выигрыша. Поборов минутное сомнение, Ван Дорен вступает на путь обмана. Используя различные доводы, предыдущего фаворита Герберта Стемпла вынуждают ответить неправильно на простейший вопрос телевикторины, пообещав ему участие в других программах, и тот покидает шоу «21».
Чарльз Ван Дорен, заняв его место, быстро становится невероятно популярным среди зрителей и в течение четырнадцати недель принимает участие в телешоу. Однако постепенно главный герой вступает в конфликт с самим собой. Внутриличностный конфликт усугубляется тем, что, будучи талантливым писателем, преподавателем университета, невероятно эрудированным с детства, Ван Дорен разменял свои лучшие качества на деньги и дешёвую популярность. Одновременно с этими событиями подкомитет Конгресса США по надзору за СМИ принимает решение расследовать деятельность организаторов телевикторины «21». Перед главным героем фильма встаёт дилемма: участвовать дальше в телеигре, обманывая всю страну, или остаться честным человеком.
Когда главный приз достигает 120 000 долларов, в решающий момент во время эфира программы Чарльз Ван Дорен сознательно даёт неверный ответ на вопрос, правильный ответ на который ему хорошо известен, и покидает телевикторину проигравшим. Однако главные испытания у него впереди — не дожидаясь повестки, он сам приходит на слушание в Конгрессе.

## В ролях
| Актёр                | Роль                                 |
| -------------------- | ------------------------------------ |
| Джон Туртурро        | Херб Стемпл                          |
| Роб Морроу           | Ричард (Дик) Гудвин                  |
| Рэйф Файнс           | Чарльз Ван Дорен                     |
| Пол Скофилд          | Марк Ван Дорен                       |
| Дэвид Пеймер         | Дэн Энрайт                           |
| Хэнк Азариа          | Альберт Фридмен                      |
| Мира Сорвино         | Сандра Гудвин                        |
| Кристофер Макдональд | Джек Барри                           |
| Элизабет Уилсон      | Дороти Ван Дорен                     |
| Мартин Скорсезе      | Мартин Риттенхоум                    |
| Барри Левинсон       | Дэйв Гэрроуэй                        |
| Адам Килгур          | Томас Мертон                         |
| Марио Кантоне        | прохожий (впервые на широком экране) |

## Коммерческие сборы
14 сентября 1994 года начался ограниченный прокат фильма. В итоге сборы в Северной Америке составили 24 822 619 долларов, из-за чего «Телевикторина» провалилась в прокате.

## Оценки
Рейтинг фильма на агрегаторе рецензий Rotten Tomatoes составляет 96 % положительных рецензий из 55.
Кинокритик Роджер Эберт дал картине 3,5 звезды из четырёх возможных, назвав её сценарий «умным, тонким и беспощадным».
По мнению обозревателя газеты «Коммерсантъ» Михаила Трофименкова, «фильм слишком разговорный и слишком укоренённый в реалиях американской массовой культуры, чтобы разжечь зрительский интерес».